# 정웅인
정웅인(1971년 1월 20일 ~ )은 대한민국의 배우이다.

## 약력
정웅인은 데뷔 이후 여러편의 작품에 단역으로 출연하며 무명 시절을 거쳐 SBS 예능 《좋은 친구들》의 인기 코너인 "심리학개론 흑과 백"에 박수홍과 함께 출연했고, 극중 "감 잡았어"의 대사를 유행시켰다. 이후, 정웅인이 본격 두각을 나타내며 주목을 받았던 작품으로 1998년 38.5%의 시청률을 기록한 《은실이》에 의리 있는 깡패 춘식 역할에 이어, 1999년 53.1%의 시청률을 기록한 《국희》에서 강하고 신념있는 자본가 김상훈 역할로 많은 사랑을 받았고 그 해 신인상을 수상했다.
정웅인은 이후, 2000년에는 밤11시대의 다소 늦은 방송시간대에도 불구하고 30%대의 높은 시청률을 기록한 MBC 성인 시트콤 《세 친구》에서 윤다훈, 박상면과 함께 코믹한 캐릭터로 대중들에게 인기를 끌었다. 이후 영화 《반칙왕》(2000년), 《두사부일체》(2001년), 《돈 텔 파파》(2004년), 《투사부일체》, 《마법사들》(2006년), 《유감스러운 도시》(2009년) 등과 드라마 《홍국영》(2001년), 《발칙한 여자들》(2005년), 《내 생애 마지막 스캔들》(2007년), 《선덕여왕》(2008년), 《커피하우스》(2010년), 《오작교 형제들》(2011년) 등에 사극과 여러 장르의 현대극을 넘나들며 차근차근 필모그래피를 쌓아갔다.
2013년에는 정웅인이 새롭게 주목을 받게 되며 연기 전환점이 된 드라마 《너의 목소리가 들려》외에도 《기황후》와 영화 《전설의 주먹》를 통해 그동안 갇혀있던 코믹한 이미지를 벗고 섬뜩한 악역으로 열연을 펼쳐 대중들에게 큰 호평을 받았고, 신 스틸러의 대표적인 배우로 불리며 악역 전문배우라는 타이틀을 얻었다. 특히 《너의 목소리가 들려》에서 극중 정웅인의 "얘기하면 죽일 거야", "네 말을 들은 사람도 죽일 거야" "말하면 죽일 거다." 등의 대사는 인터넷과 예능 방송에서 패러디 되며 그를 떠오르게 하는 대표적인 유행어로 자리 잡았다. 2014년에는 MBC 가족 예능 《아빠! 어디가? 시즌2》에 합류해 장녀 정세윤과 함께 출연했다.
그리고 2015년에는 영화 《베테랑》에 출연하였다.

## 결혼과 가족
정웅인은 2005년 3월 대학 동기 결혼식에 참석해 현재의 아내이자 12살 연하의 당시 대학생이던 이지인씨와 첫 만남을 가졌고, 연인관계로 발전하여 1년간의 열애 끝에 2006년 6월 3일 결혼식을 올렸다. 두 사람에게는 현재 장녀 정세윤(2007년 출생), 차녀 정소윤(2009년 출생), 삼녀 정다윤(2012년 출생) 세 딸이 있다.

## 논란

### 후배들에게 가혹행위
정웅인은 대학 재학 당시 후배들에게 강압적으로 군기를 잡아서 악명 높았다. 주 피해자들인 한 학번 아래 후배들인 안재욱, 신동엽 등이었다. 안재욱은 만날 때마다 때려서 안재욱이 치를 떨게 했으며 신동엽은 강제로 다리를 찢게 해서 신동엽이 한동안 걸어다니지 못하게 했다.

### 선배들을 무시
정웅인은 영화 돈텔파파에 출연할 당시 대학 3년 선배인 이영자에게 학교에서는 당신이 선배지만 영화는 내가 선배이니 내가 시키는 대로 해야 한다며 명령조로 말을 해 논란이 되었다. 또한 6년 선배인 서승만에게는 사극 홍국영에서 같이 캐스팅이 된 것을 알자 희극 배우 주제에 내 드라마에 출연하자 마라라며 감히 선배에게 윽박을 질렀다.

## 드라마 출연

### KBS
| 연도            | 방송사 | 제목                                                               | 역할              | 참고 |
| --------------- | ------ | ------------------------------------------------------------------ | ----------------- | ---- |
| 2024년          | KBS2   | 월화드라마 《멱살 한번 잡힙시다》                                  | 설판호 역         |      |
| 2020년          | KBS2   | 단막극 《KBS 드라마 스페셜 - 나들이》                              | 방순철 역         |      |
| 2019년          | KBS2   | 수목드라마 《99억의 여자》                                         | 홍인표 역         |      |
| 2013년          | KBS2   | 단막극 《KBS 드라마 스페셜 - Happy! 로즈데이》                     | 찬우 역           |      |
| 2012년          | KBS2   | 단막극《KBS 드라마 스페셜 연작 시리즈 - SOS - 우리 학교를 구해줘》 | 김은섭 역         |      |
| 2012년          | KBS2   | 단막극 《KBS 드라마 스페셜 연작 시리즈 - 아모레미오》              | 강해창 역         |      |
| 2011년 ~ 2012년 | KBS2   | 주말드라마 《오작교 형제들》                                       | 황태식 역         |      |
| 2010년 ~ 2011년 | KBS1   | 대하드라마 《근초고왕》                                            | 위비랑 역         |      |
| 2005년          | KBS2   | 단막극 《드라마시티 - 키다리 아저씨》                              | 스턴트맨, 호준 역 |      |

### 타방송사
| 연도            | 방송사    | 제목                                                 | 역할                        | 참고                                           |
| --------------- | --------- | ---------------------------------------------------- | --------------------------- | ---------------------------------------------- |
| 2025년          | TV CHOSUN | 컨피던스맨 KR                                        |                             |                                                |
| 2025년          | Netflix   | 트리거                                               | 윤원철                      |                                                |
| 2024년          | JTBC      | 가족X멜로                                            | 남치열 역                   |                                                |
| 2024년          | MBC       | 우리, 집                                             | 정두만 역                   |                                                |
| 2023년          | ENA       | 낮에 뜨는 달                                         | 석철환 / 소리의 아버지 역   | 14부작                                         |
| 2023년          | MBC       | 넘버스 : 빌딩숲의 감시자들                           | 이성주 역                   |                                                |
| 2023년          | JTBC      | 수목드라마 《나쁜 엄마》                             | 오태수 역                   | 14부작                                         |
| 2023년          | tvN       | 월화드라마 《청춘월담》                              | 조원보 역                   | 20부작                                         |
| 2022년          | 디즈니+   | 드라마 《카지노》                                    | 강형철 역                   | 특별출연                                       |
| 2022년          | 티빙      | 금요드라마 《장미맨션》                              | 장원석 역                   |                                                |
| 2021년          | JTBC      | 월화드라마 《아이돌: 더 쿠데타》                     | 마진웅 역                   |                                                |
| 2020년          | SBS       | 금토드라마 《날아라 개천용》                         | 장윤석 역                   |                                                |
| 2019년          | JTBC      | 월화드라마 《보좌관 - 세상을 움직이는 사람들 시즌2》 | 오원식 역                   |                                                |
| 2019년          | JTBC      | 금토드라마 《보좌관》                                | 오원식 역                   |                                                |
| 2018년          | SBS       | 주말특별기획 《미스 마 - 복수의 여신》               | 한태규 역                   |                                                |
| 2018년          | MBC       | 주말특별기획 《이별이 떠났다》                       | 정수철 역                   |                                                |
| 2018년          | SBS       | 드라마 스페셜 《스위치 - 세상을 바꿔라》             | 금태웅 역                   |                                                |
| 2017년          | tvN       | 수목드라마 《슬기로운 감빵생활》                     | 팽세윤 부장 역              |                                                |
| 2017년          | SBS       | 월화드라마 《엽기적인 그녀》                         | 정기준 역                   |                                                |
| 2016년          | MBC       | 월화드라마 《몬스터》                                | 문태광 역                   |                                                |
| 2015년          | MBC       | 수목미니시리즈 《달콤살벌 패밀리》                   | 백기범 역                   |                                                |
| 2015년          | SBS       | 드라마 스페셜 《용팔이》                             | 이호준 과장 역              |                                                |
| 2015년          | MBC       | 월화 특별기획 《화정》                               | 이이첨 역                   |                                                |
| 2014년          | SBS       | 드라마 스페셜 《피노키오》                           | 민준국 역                   | 특별출연                                       |
| 2014년          | SBS       | 주말특별기획 《끝없는 사랑》                         | 박영태 역                   | 인간말종 1. 이 영화의 메인 빌런이자 최종 보스  |
| 2014년          | 다음      | SNS 모바일 드라마 《러브 인 메모리 2 - 아빠의 노트》 | 오현수 역                   | 모바일 콘텐츠 유통 플랫폼(스토리볼)에서 방송됨 |
| 2013년          | tvN       | 일일시트콤 《감자별 2013QR3》                        | 노철민 역                   | 특별출연(목소리)                               |
| 2013년 ~ 2014년 | MBC       | 월화 특별기획 《기황후》                             | 염병국 역                   |                                                |
| 2013년          | SBS       | 드라마 스페셜 《너의 목소리가 들려》                 | 민준국 역                   |                                                |
| 2010년          | SBS       | 월화 미니시리즈 《커피하우스》                       | 한지원 역                   |                                                |
| 2010년          | MBC       | 일일시트콤 《지붕뚫고 하이킥!》                      | 은행강도, 정웅인 역         | 103회, 특별출연                                |
| 2008년          | MBC       | 월화 특별기획 《선덕여왕》                           | 미생 (미실의 남동생) 역     |                                                |
| 2009년          | tvN       | 《세남자 2009》                                      | 정웅인 역                   | 다큐 드라마                                    |
| 2008년          | MBC       | 《내 생애 마지막 스캔들》                            | 장동화 역                   |                                                |
| 2006년          | MBC       | 주말연속극 《문희》                                  | 하문호 역                   |                                                |
| 2005년          | MBC       | 주말 특별기획 《발칙한 여자들》                      | 정석 역                     |                                                |
| 2001년          | MBC       | 월화 특별기획 《홍국영》                             | 정후겸 역                   |                                                |
| 2000년          | MBC       | 일일연속극 《당신 때문에》                           | 안수창 역                   |                                                |
| 2000년 ~ 2001년 | MBC       | 월요 시트콤 《세 친구》                              | 정웅인 역                   |                                                |
| 1999년          | MBC       | 월화 특별기획 《국희》                               | 김상훈 역                   |                                                |
| 1999년          | SBS       | 주말극장 《파도》                                    | 마남수 역                   |                                                |
| 1998년 ~ 1999년 | SBS       | 월화 드라마 《은실이》                               | 황춘식 역                   |                                                |
| 1998년          | SBS       | 일일시트콤 《순풍 산부인과》                         | CATV PD, 대열 역            |                                                |
| 1998년          | SBS       | 월화 드라마 《백야 3.98》                            | 장백호부대 통신병 백승제 역 |                                                |
| 1997년          | MBC       | 주말연속극 《예스터데이》                            |                             |                                                |
| 1997년          | SBS       | 《미스 & 미스터》                                    |                             |                                                |
| 1997년          | SBS       | 《천일야화》                                         |                             | 데뷔작                                         |

### 영화
| 연도   | 제목                            | 역할                   | 참고            |
| ------ | ------------------------------- | ---------------------- | --------------- |
| 2024년 | 《드라이브》                    | 나진수 역              |                 |
| 2022년 | 《서울대작전》                  | 부장검사 역            |                 |
| 2022년 | 《아이를 위한 아이》            | 승원 역                |                 |
| 2020년 | 《슈팅걸스》                    | 김수철 감독 역         |                 |
| 2019년 | 《가장 보통의 연애》            | 서관수 역              |                 |
| 2017년 | 《컨트롤》                      |                        |                 |
| 2017년 | 《엽기적인 그녀》               |                        |                 |
| 2017년 | 《프리즌》                      | 강형민 소장 역         |                 |
| 2016년 | 《시간이탈자》                  | 강형철 역              | 특별출연        |
| 2015년 | 《슈팅걸스》                    |                        |                 |
| 2015년 | 《미안해 사랑해 고마워》        | 박 피디 역             | 특별출연        |
| 2015년 | 《베테랑》                      | 배철웅 기사 역         | 첫 천만영화     |
| 2013년 | 《전설의 주먹》                 | 손진호 역              |                 |
| 2011년 | 《가문의 영광 - 가문의 수난 4》 | 김현준 역              |                 |
| 2011년 | 《위험한 상견례》               | 맞선 남 역             | 우정출연        |
| 2009년 | 《유감스러운 도시》             | 이중대 역              |                 |
| 2008년 | 《잘못된 만남》                 | 교통경찰, 강일도 역    |                 |
| 2007년 | 《미친거 아니야》               | 나대범 역              |                 |
| 2006년 | 《플러쉬》                      | 화이티 역(더빙 목소리) | 애니메이션 영화 |
| 2006년 | 《생날선생》                    | 조폭 두목 역           | 우정출연        |
| 2006년 | 《마법사들》                    | 재성 역                |                 |
| 2006년 | 《투사부일체》                  | 김상두 역              |                 |
| 2004년 | 《돈 텔 파파》                  | 김철수 역              |                 |
| 2003년 | 《써클》                        | 조명구/김광림 역       |                 |
| 2002년 | 《2424》                        | 최두칠 역              |                 |
| 2001년 | 《두사부일체》                  | 김상두 역              |                 |
| 2000년 | 《반칙왕》                      | 최두식 역              |                 |
| 1999년 | 《북경반점》                    | 라면(수타 기술자) 역   |                 |
| 1998년 | 《조용한 가족》                 | 눈길 남 역             | 단역            |
| 1996년 | 《7악동》                       | 쪽제비 역              | 단역            |
| 1996년 | 《미지왕》                      | 단역                   |                 |
| 1996년 | 《보스》                        | 단역                   |                 |
| 1995년 | 《리허설》                      | 남단 1 역              | 단역            |

### 연극
| 연도          | 제목                   | 역할                   | 참고 |
| ------------- | ---------------------- | ---------------------- | --- |
| 2013년        | 《그와 그녀의 목요일》 | 역사학자 교수, 정민 역 | 서울 예술의전당 자유소극장 외 대구, 부산, 화성, 수원, 안산, 성남, 이천, 안양, 제주, 동해 공연                                 |
| 2012년        | 《서툰 사람들》        | 장덕배 역              | 서울 동숭아트센터 소극장 공연                                                                                                 |
| 2009년~2011년 | 《웃음의 대학》        | 검열관 역              | 서울 아트원씨어터 2관, 코엑스 아트홀, 동숭아트센터 소극장, 아트센터K 동그라미극장, NH아트홀 판타스틱전용관 외 부천, 화성 공연 |
| 2009년        | 《민들레 바람 되어》   | 안중기 역              | 서울 대학로 자유극장 외 수원, 대구, 대전, 부산 공연                                                                           |

### 뮤직 비디오
- 2010년 틴틴파이브 - 〈청춘 (Good Days)〉
- 1998년 조성모 - 〈To Heaven〉

## 그외 출연

### 텔레비전 예능 프로그램
고정 출연
- 2014년 5월 4일~ 2015년 1월 18일 MBC 《아빠! 어디가? 시즌2》 ... 장녀 정세윤과 함께 출연[23]
- 2011년 12월 3일~2012년 1월 21일 tvN 《SNL 코리아 시즌1》 ... 크루
- 1999년 SBS 《좋은 친구들 - 심리학개론 흑과 백》

특집 프로그램
- 2000년 MBC 《추석특집 세 친구 쇼》

게스트 출연
- 2014년 8월 4일 SBS 《힐링캠프 기쁘지 아니한가 - 144회》
- 2013년 8월 4일 SBS 《일요일이 좋다 - 런닝맨 157회》 ... 악역특집
- 2013년 7월 31일 SBS 《화신: 마음을 지배하는 자 - 23회》 ... 대세특집 2탄
- 2013년 4월 4일 KBS2 《해피투게더 시즌3 - 293회》 ... 전설의 주먹 스페셜
- 2012년 11월 29일 MBC 《황금어장 - 라디오스타 306회》
- 2012년 2월 16일 KBS2 《해피투게더 시즌3 - 236회》 ... 오작교 형제들 스페셜
- 2012년 1월 2일 MBC 《유재석, 김원희의 놀러와》 ... 서울예대 89학번 전설의 친구들 스페셜
- 2009년 9월 3일 KBS2 《해피투게더 시즌3 - 113회》 ... 세남자 스페셜
- 2009년 1월 12일 MBC 《신년특집 유재석, 김원희의 놀러와》 ... 의리남녀 스페셜
- 2009년 1월 8일 KBS2 《해피투게더 시즌3 - 80회》
- 2008년 11월 30일 KBS2 《개그콘서트 - 왕비호 코너》 ... 특별 게스트
- 2008년 7월 8일 KBS2 《상상플러스 시즌2 - 풍선토크 터질거예요》
- 2006년 1월 20일 MBC 《신년특집 유재석, 김원희의 놀러와》
- 2006년 1월 10일 KBS2 《상상플러스 - 올드앤뉴》
- 2006년 1월 8일 SBS 《일요일이 좋다 - X맨》
- 2006년 1월 8일 KBS2 《해피선데이 - 여걸식스》
- 2004년 9월 5일, 2006년 1월 16일, 11월 13일 SBS 《야심만만 만명에게 물었습니다》
- 2004년 SBS 《김용만, 신동엽의 즐겨찾기》
- 2002년 KBS2 《해피투게더 - 쟁반노래방》
- 2000년 MBC 《성탄특집 세친구 2000총결산 시상식》[24]
- 2000년 9월 9일 MBC 《추석특집 전파견문록 - 퀴즈 순수의 시대》 ... 세 친구 팀 vs 전파 팀 대결
- 2000년 5월 28일 MBC 《2000 미스코리아 선발대회》 ... 본선 후보자 인터뷰(with 윤다훈, 박상면)
- 1999년 3월 31일 SBS 《김혜수 플러스 유 - 토크 쉐이크》

### 라디오 프로그램
- 2016년 EBS FM 《EBS 책 읽는 라디오 낭독 시리즈》

### 음반
- 2000년 《세 친구 캐롤》(with 윤다훈, 박상면)

### 홍보대사
- 2005년 한국어린이재단 수호천사
- 2007년 안산세무서 일일명예민원봉사실장
- 2008년 경기 국제보트쇼ㆍ코리아매치컵 세계요트대회 홍보대사

경기 국제보트쇼ㆍ세계요트대회
- 2010년 안산세무서 홍보대사
- 2012년 안산세무서 일일명예민원봉사실장
- 2013년 충북광역정신건강증진센터 홍보대사
- 2015년 수성구 홍보대사

### 경력
- 2006년 연예인 히말라야 아일랜드 피크 원정대 대원
- 2018년 명예교도관

### 광고
| 연도   | 기업명            | 브랜드명                                    | 종류                     | 공동 출연                                    |
| ------ | ----------------- | ------------------------------------------- | ------------------------ | -------------------------------------------- |
| 1994년 | 평화은행          | 평화카드                                    | 금융                     |                                              |
| 1999년 | SK텔레콤          | 《스피드011》                               | 이동통신                 |                                              |
| 1999년 |                   | 《신용협동조합연합회》                      | 금융 이미지 광고         | 드라마 《은실이》 출연진                     |
| 1999년 | 농심              | 《농심 콩라면》                             | 라면 식품                | 박수홍                                       |
| 1999년 | 동양제과          | 《핫브레이크》                              | 식품                     | 윤기원, 홍진희                               |
| 2000년 | 삼성물산          | 《두밥》                                    | 의류                     | 윤다훈, 안문숙                               |
| 2000년 | 신세기통신        | 《017 아이클럽(iClub)》                     | 이동통신                 | 안연홍, 최종원, 최상학                       |
| 2000년 | 바이오오키        | 《영림수》                                  | 파워 드링크              | 박상면                                       |
| 2000년 | 삼성전자          | 《매직스테이션 PC》                         | 컴퓨터                   | 윤다훈, 박상면                               |
| 2000년 | 현대자동차        | 《베르나》                                  | 자동차                   | 윤다훈, 박상면                               |
| 2009년 | 네오팜            | 《아토팜》                                  | 아토피전문 로션          | 정세윤                                       |
| 2011년 |                   | 《장차》(Jangcha)                           | 아동복 쇼핑몰            | 정세윤, 장차인                               |
| 2012년 | 르꼬끄 스포르티브 | 레몬트리 with 르꼬끄 스포르티브 2013 슐란젠 | 키즈 가방 화보           | 정세윤, 정소윤, 문메이슨, 문메이빈, 문메이든 |
| 2014년 | LF                | 《헤지스 키즈》                             | 키즈 의류 화보           | 정세윤, 런칭모델                             |
| 2014년 | 현대약품          | 《버물리겔》                                | 유소아용 벌레물림 치료제 | 정세윤                                       |
| 2014년 | 한화리조트        | 《설악 워터피아》                           | 워터파크                 | 정세윤                                       |
| 2014년 | (주)엠씨에이샌드  | 《놀이모래 촉촉이》                         | 항균 모래놀이            | 정세윤                                       |
| 2014년 | LS네트웍스        | 《잭울프스킨》                              | 독일 아웃도어 브랜드     | 정세윤, 김성주, 김민율, 류진, 임찬형         |
| 2015년 | 슈퍼셀            | 《붐비치》(테러 박사(목소리) 역)            | 모바일게임               |                                              |
| 2016년 | KB손해보험        | 《매직카다이렉트》                          | 보험                     | 손연재                                       |
| 2016년 | 공익광고협의회    | 《정보보호》                                | 공익광고                 |                                              |

## 수상 및 후보
| 연도 | 시상식                         | 부문                                 | 작품                                  | 결과 | 출처   |
| ---- | ------------------------------ | ------------------------------------ | ------------------------------------- | ---- | ------ |
| 1999 | SBS 연기대상                   | 남자 신인상                          | 은실이                                | 수상 |        |
| 2000 | MBC 코미디대상                 | 시트콤 부문 연기상                   | 세 친구                               | 수상 |        |
| 2010 | SBS 연기대상                   | 특별기획 부문 남자 조연상            | 커피하우스                            | 후보 |        |
| 2011 | KBS 연기대상                   | 남자 조연상                          | 오작교 형제들, 근초고왕               | 수상 |        |
| 2012 | KBS 연기대상                   | 남자 연작·단막극상                   | 드라마 스페셜 연작시리즈 - 아모레미오 | 후보 |        |
| 2013 | 제6회 코리아 드라마 어워즈     | 남자 최우수연기상                    | 너의 목소리가 들려                    | 수상 | [ 30 ] |
| 2013 | 제2회 에이판 스타 어워즈       | 남자 연기상                          | 너의 목소리가 들려                    | 수상 |        |
| 2013 | SBS 연기대상                   | 미니시리즈 부문 남자 특별연기상      | 너의 목소리가 들려                    | 수상 | [ 31 ] |
| 2013 | KBS 연기대상                   | 남자 연작·단막극상                   | 드라마스페셜-Happy! 로즈데이          | 후보 |        |
| 2014 | MBC 방송연예대상               | PD 특별상                            | 아빠! 어디가?                         | 수상 |        |
| 2014 | SBS 연기대상                   | 장편드라마 부문 남자 특별연기상      | 끝없는 사랑                           | 수상 |        |
| 2015 | MBC 연기대상                   | 특별기획 부문 베스트 남자 조연상     | 화정                                  | 후보 |        |
| 2015 | MBC 연기대상                   | 미니시리즈 부문 남자 우수연기상      | 달콤살벌 패밀리                       | 후보 |        |
| 2015 | SBS 연기대상                   | 미니시리즈 부문 남자 특별연기상      | 용팔이                                | 후보 |        |
| 2017 | SBS 연기대상                   | 월화드라마 부문 남자 우수연기상      | 엽기적인 그녀                         | 후보 |        |
| 2018 | 제6회 아시아태평양 스타 어워즈 | 장편드라마 부문 남자 최우수연기상    | 이별이 떠났다                         | 후보 |        |
| 2018 | MBC 연기대상                   | 주말특별기획 부문 남자 우수연기상    | 이별이 떠났다                         | 후보 |        |
| 2018 | SBS 연기대상                   | 주말·일일드라마 부문 남자 우수연기상 | 미스 마 - 복수의 여신                 | 수상 |        |
| 2019 | KBS 연기대상                   | 미니시리즈 부문 남자 조연상          | 99억의 여자                           | 수상 |        |
| 2020 | SBS 연기대상                   | 중·장편 드라마 부문 남자 우수연기상  | 날아라 개천용                         | 후보 |        |